# Хачатрян, Левик Манукович
Лёвик Ману́кович Хачатря́н (арм. Լյովիկ  Խաչատրյան, 10 января 1958, село Касах, Наирийского района) — армянский политический и государственный деятель.

## Биография
- 1975—1980 — Армянский сельскохозяйственный институт. Инженер-механик.
- 1980—1981 — главный инженер Касахского совхоза.
- 1981—1984 — ведущий инженер объединения «Ремдеталь».
- 1984—1987 — учился в аспирантуре НПО «Армсельхозмеханизация».
- 1987—1991 — научный сотрудник в «Армсельхозмеханизация».
- 1991—1994 — работал в «Армгрообслуживание» заместителем директора, а позже директором.
- 1994—1995 — был министром торговли Армении.
- 28 июля 1995 — избран депутатом парламента. Член постоянной комиссии по внешним сношениям. Член АОД.